# Russisch-ukrainischer Flottenvertrag
Der russisch-ukrainische Flottenvertrag oder Teilungsvertrag über den Status und die Bedingungen der Schwarzmeerflotte bestand aus drei Abkommen zwischen Russland und der Ukraine betreffend die Schwarzmeerflotte.

## Abschluss und Fortentwicklung

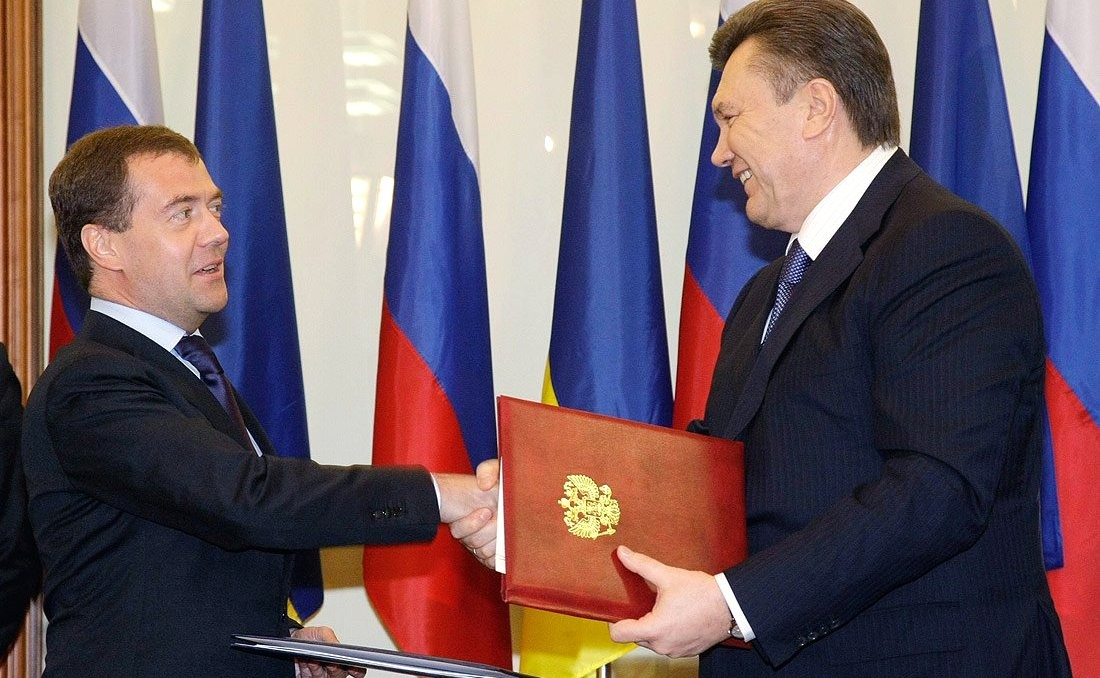
Medwedew und Janukowytsch beim Austausch der ergänzenden Charkiw-Verträge, 2010

Nach dem Zerfall der Sowjetunion 1991 gab es eine jahrelange Auseinandersetzung um die Aufteilung der Schwarzmeerflotte und die weitere Nutzung von Marinestützpunkten zwischen der Ukraine und Russland. Mit dem Abkommen, das am 28. Mai 1997 in Kiew unterzeichnet wurde, sollten die bilateralen Differenzen beigelegt werden. Am 31. Mai 1997 wurde der weitreichendere russisch-ukrainische Freundschaftsvertrag ebenfalls in Kiew unterzeichnet.
Der Vertrag regelte die Aufteilung der Schwarzmeerflotte, die Pacht der Hafenanlagen auf der Krim und deren militärische Nutzung durch Russland sowie die Verrechnung der Pachtkosten mit Gaslieferungen an die Ukraine.
Der Flottenvertrag wurde 2010 zwischen den Staatspräsidenten Medwedew für Russland und Janukowytsch für die Ukraine mit den Charkiw-Verträgen mit einer Gültigkeitsdauer bis 2042 ergänzt.

## Bruch und Aufkündigung durch Russland
Als im Februar 2014 die Russische Föderation die zur Ukraine gehörende Autonome Republik Krim durch grüne Männchen besetzte und den prorussischen Präsidenten Sergei Aksjonow installierte, blockierten Einheiten der Schwarzmeerflotte die ukrainischen Streitkräfte auf der Krim. Dies verstieß gegen Art. 6 Abs. 1 des Flottenvertrages, der Einmischungen in die inneren Angelegenheiten und die Missachtung der ukrainischen Souveränität untersagte. Nach der Annexion der Krim 2014 durch ein von Resolution 68/262 der UN-Generalversammlung geächtetes Referendum wurden die Vereinbarungen auf Vorschlag von Präsident Putin und Beschluss der Staatsduma durch Russland im März 2014 einseitig aufgehoben.